# Rhamphomyia verae
Rhamphomyia verae är en tvåvingeart som beskrevs av Smith 1962. Rhamphomyia verae ingår i släktet Rhamphomyia och familjen dansflugor. Inga underarter finns listade i Catalogue of Life.